# Marcelo de Faria
Edson Marcelo de Faria (Künstlername Tamandaré; * 8. Februar 1979 in Curitiba) ist ein brasilianischerehemaliger Fußballspieler, der auf der Position eines Stürmers spielte. 
Tamandaré spielte im Laufe seiner Karriere in Mexiko, in Frankreich, in Portugal, in seiner Heimat, im Iran und in Griechenland.